# Estación de Carnières
La estación de Carnière es una estación de tren belga situada en Morlanwelz, en la provincia de Henao, región Valona.
Pertenece a la línea  de S-Trein Charleroi.

## Situación ferroviaria
La estación se encuentra en la línea 112 (Marchienne-Louvière).

## Intermodalidad
| Línea | Procedencia           | Parada         | Destino               |
| ----- | --------------------- | -------------- | --------------------- |
| 132   | LA LOUVIÈRE Carrefour | CARNIÈRES SNCB | LA LOUVIÈRE Carrefour |
| 133   | LA LOUVIÈRE Carrefour | CARNIÈRES SNCB | LA LOUVIÈRE Carrefour |